# Adriana Olguín
Adriana Olguín, född 18 november 1911 i Valparaíso, död 24 december 2015, var en chilensk advokat och politiker. Hon var Chiles justitieminister juli-november 1952. Hon var som sådan Chiles första kvinnliga minister, och världens första kvinnliga justitieminister. 